# Головенчиц, Михаил Ефимович
Михаил Ефимович Головенчиц (1927, д. Красное, ныне в Смоленской области — 28 июля 2012, Санкт-Петербург) — ленинградский писатель, поэт и переводчик, член Союза писателей СССР, а также Союза писателей Санкт-Петербурга, юрист.

## Творчество
Стихи издавались с начала 1960-х годов в журналах «Нева», «Звезда» и других.

### Поэтические сборники
- Зерна : Стихи. — Л.: Сов. писатель. Ленингр. отд-ние, 1974. — 126 с.
- Осенние травы : Стихи. — Л.: Сов. писатель. Ленингр. отд-ние, 1979. — 111 с.
- Земные голоса : Стихи. — Л.: Сов. писатель. Ленингр. отд-ние, 1986. — 141 с.
- Дыхание : Стихи. — СПб.: Бюро пропаганды худож. лит-ры писательских организаций Санкт-Петербурга, 1993. — 144 с. — ISBN 5-8370-0293-6.
- Дороги : Книга стихов. — СПб.: Дума, 1998. — 80 с. — ISBN 5-88273-016-X.
- Эстафета. — СПб., 2000. — 40 с. — ISBN 5-94158-035-5.
- Нежность : Книга стихов. — СПб.: АССПИН, 2002. — 71 с. — ISBN 5-94158-035-5.
- Тополиный пух : новая книга стихов. — СПб.: АССПИН, 2005. — 90 с. — ISBN 5-94158-061-4.
- Времена : книга стихов. — СПб.: АССПИН, 2007. — 51 с. — ISBN 978-594158-095-8.

### Проза
- Свет фонаря : Книга рассказов. — СПб.: АССПИН, 2004. — 99 с. — ISBN 5-94158-013-4.

### Юридическая литература
- (в соавторстве) Практикум по гражданскому, авторскому и трудовому праву : Учебное пособие для вузов культуры. — СПб.: СПбГУКИ, 1999. — 193 с.
- Комментарии к некоторым положениям авторского права. — СПб.: Некоммер. партнерство поддержки литераторов "Родные просторы" : Б-ка журн. "Нев. альм.", 2005. — 42 с. — ISBN 5-902741-23-8.